# Loxioides bailleui
La palila de Hawái (Loxioides bailleui) es una especie de ave paseriforme de la familia Fringillidae endémica de las islas de Hawái. Es la única especie del género Loxioides.
Tiene la cabeza y barbilla de color amarillo dorado, con un vientre claro, espalda gris, y alas y cola verdosas. Tiene una estrecha relación ecológica con los árboles Sophora chrysophylla, hecho que le ha llevado a estar seriamente amenazado por la destrucción de los hábitats de esta planta.